# Ilbert Bill

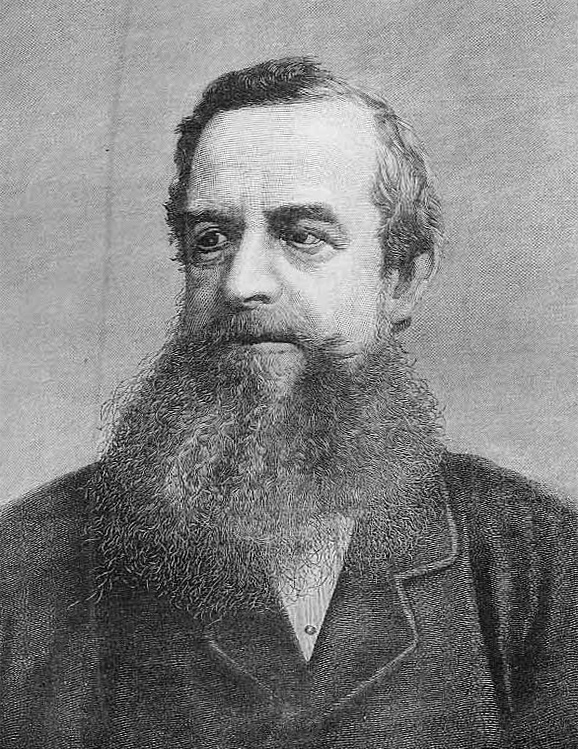
George Robinson, 1. Marquess of Ripon

Die Ilbert Bill war ein Gesetz, das 1883 durch George Robinson, 1. Marquess of Ripon, dem damaligen Generalgouverneur und Vizekönig von Indien, vorgeschlagen wurde. Es sah eine Ausweitung der Rechte der indischen Bevölkerung in Britisch-Indien vor. Unter anderem sollte es ermöglichen, dass in Britisch-Indien auch Inder über Briten zu Gericht sitzen konnten. Die Einführung dieses neuen Gesetzes führte sowohl in Britisch-Indien als auch im Vereinigten Königreich zu starken Protesten. Es protestierten vor allem Briten, die in Indien lebten, weil sie sich nicht der Rechtsprechung von Personen unterwerfen wollten, die sie als nicht gleichwertig betrachteten. Das Gesetz wurde erst 1884 in einer stark abgemilderten Form eingeführt. Die mit großer Erbitterung geführte Diskussion verschärfte die Spannungen zwischen Briten und Indern und ist eine der Ursachen, die zur Gründung des Indischen Nationalkongresses führte.

## Diskussionspunkte
Den stärksten Widerstand gegen die Ilbert Bill kam von britischen Plantagenbesitzern, die fürchteten, dass indische Richter anders als britische Richter die Misshandlungen ihrer Plantagenarbeiter nicht mehr dulden wollten. Ein weiterer Argumentationspunkt nahm Bezug auf den Indischen Aufstand von 1857, während dessen angeblich zahlreiche britische Frauen und Mädchen durch indische Sepoys vergewaltigt worden wären. Für britische Frauen stellte es nach Sicht der britischen Kolonialisten eine große Demütigung dar, wenn sie in einem Vergewaltigungsfalle vor einem indischen Richter zu erscheinen hätten. In der britischen Presse wurde vermutet, dass indische Richter ihre Macht missbrauchen würden, um ihre Harem mit weißen Mädchen und Frauen zu füllen.
Diese Propaganda trugen wesentlich zur Ablehnung dieses Gesetzes bei. Britische Frauen, die sich öffentlich gegen die Gesetzesvorlage verwendeten, argumentierten, dass bengalische Frauen von ihren Männern misshandelt und verachtet würden.